# Азавад
Азавад (арап. أزواد) територија је на северу Малија у западној Африци и бивша једнострано проглашена и непризната држава. Настала је отцепљењем и проглашењем независности од стране Туарега, који су заузели већи део северног Малија - тачније градове Тимбукту, Кидал, Гао и регион Мопти. Азавад није имао главни град нити председника, а њиме је управљало „Извршно веће народног покрета за ослобођење Азавада“.
Након сукоба са исламистима из групе Ансар Дине, туарешки побуњеници су изгубили контролу над већим делом територије Азавада у јулу 2012. Исламисти су одустали од независности Азавада и прогласили су да је циљ њихове борбе стварање јединствене шеријатске државе на територији Малија.

## Историја
Јануара 2012. избила ја Туарешка побуна са циљем добијања шире аутономије или независности за север Малија. Национални покрет за ослобођење Азавада, организација чији је циљ да од Азавада направи домовину за народ Туарега, контролисала је област од априла 2012.
Председник Малија Амаду Тумани Туре је збачен у државном удару 22. марта 2012. због свог поступања у кризи, месец дана пре предвиђених председничких избора. Побуњени војници, који себе називају Национални комитет за обнову демократије и државе, су преузели власт и суспендовали устав. Као последица нестабилности изазване државним ударом, три највећа града у северном Малију Кидал, Гао и Тимбукту, су за три дана пали под власт побуњеника. Након што су освојили град Дуенца, припадници Националног покрета за ослобођење Азавада су изјавили да су испунили своје циљеве и зауставили су офанзиву. Следећег дана покрет је прогласио независност Азавада од Малија.
Национални покрет за ослобођење Азавада је у почетку подржавала исламистичка група Ансар Дине. Након што је војска Малија потиснута из Азавада, Ансар Дине је почела да уводи шеријатски закон. НПОА и исламисти су затим покушали да помире супротстављене визије о будућности проглашене државе. Као последица неуспеха овог помирења, НПОА је почела да се бори против Ансар Дине и других исламистичких група, укључујући и покрет за јединство и џихад у западној Африци, ћелије Ал Каиде у исламском Магребу. До 17. јула 2012. исламисти су преузели контролу над већином градова у северном Малију (Азаваду) од НПОА.
Председник Француске Франсоа Оланд је 11. јануара 2013. одобрио захтев владе Малија за страну помоћ и наредио француској војсци да се укључи у сукоб. Убрзо су исламисти потпуно поражени од стране француске и малијске војске. У овом ослобађању севера земље од исламиста учествовали су и сепаратисти НПОА.
Након пораза исламиста, НПОА је наставио сопствену побуну против владе Малија. Према мировном споразуму из јуна 2013. припадници НПОА одрекли су се тежње за независношћу, а влада Малија је пристала да Туарезима да аутономију. Прекид ватре је био краткотрајан, тако да се туарешка побуна наставила. У мају 2014. године, Туарези су војно контролисали велики део некадашњег независног Азавада, укључујући град Кидал, док се остатак територије некадашњег Азавада са градовима Гао и Тимбукту налазио под контролом централних власти.

## Клима
Клима ових предела је полупустињска.

## Демографија
Становништво чине Туарези, Мури, Сонгхај и други, а најзаступљенија религија је ислам.

## Градови
Највећи град независног Азавада 2012. године био је Гао, а други значајнији градови били су Тимбукту и Кидал.